# Комитан де Домингез (Комитан де Домингез, Чијапас)
Комитан де Домингез (шп. Comitán de Domínguez) насеље је у Мексику у савезној држави Чијапас у општини Комитан де Домингез. Насеље се налази на надморској висини од 1634 м.

## Становништво
Према подацима из 2010. године у насељу је живело 97537 становника.

### Хронологија
| Година       | 2000                  | 2005                  | 2010                  |
| ------------ | --------------------- | --------------------- | --------------------- |
| Становништво | 70311 (33321 / 36990) | 83571 (39640 / 43931) | 97537 (46217 / 51320) |

### Попис
| \| \| м \| \| \| ж \| \| 0—2 \| 3.034 \| \| \| 2.871 \| \| 3—5 \| 3.008 \| \| \| 2.920 \| \| 6—11 \| 5.716 \| \| \| 5.766 \| \| 12—14 \| 2.883 \| \| \| 2.874 \| \| 15—17 \| 2.916 \| \| \| 3.109 \| \| 18—24 \| 6.142 \| \| \| 7.087 \| \| 60+ \| 3.184 \| \| \| 4.017 \| \| Просек : \| 27,7 \| \| \| 29,1 \| |       |  |  |       |
| |       |  |  |       |
| | м     |  |  | ж     |
| 0—2 | 3.034 |  |  | 2.871 |
| 3—5 | 3.008 |  |  | 2.920 |
| 6—11 | 5.716 |  |  | 5.766 |
| 12—14 | 2.883 |  |  | 2.874 |
| 15—17 | 2.916 |  |  | 3.109 |
| 18—24 | 6.142 |  |  | 7.087 |
| 60+ | 3.184 |  |  | 4.017 |
| Просек : | 27,7  |  |  | 29,1  |

| #   | Индикатор                                                                                        | Вредност |
| --- | ------------------------------------------------------------------------------------------------ | -------- |
| 1   | Становништво од 0 до 2 године                                                                    | 5905     |
| 2   | Мушко становништво од 0 до 2 године                                                              | 3034     |
| 3   | Женско становништво од 0 до 2 године                                                             | 2871     |
| 4   | Становништво са 3 и више година                                                                  | 90624    |
| 5   | Мушко становништво са 3 и више година                                                            | 42683    |
| 6   | Женско становништво са 3 и више година                                                           | 47941    |
| 7   | Становништво са 5 и више година                                                                  | 86661    |
| 8   | Мушко становништво са 5 и више година                                                            | 40664    |
| 9   | Женско становништво са 5 и више година                                                           | 45997    |
| 10  | Становништво са 12 и више година                                                                 | 73214    |
| 11  | Мушко становништво са 12 и више година                                                           | 33959    |
| 12  | Женско становништво са 12 и више година                                                          | 39255    |
| 13  | Становништво са 15 и више година                                                                 | 67457    |
| 14  | Мушко становништво са 15 и више година                                                           | 31076    |
| 15  | Женско становништво са 15 и више година                                                          | 36381    |
| 16  | Становништво са 18 и више година                                                                 | 61432    |
| 17  | Мушко становништво са 18 и више година                                                           | 28160    |
| 18  | Женско становништво са 18 и више година                                                          | 33272    |
| 19  | Становништво од 3 до 5 година                                                                    | 5928     |
| 20  | Мушко становништво од 3 до 5 година                                                              | 3008     |
| 21  | Женско становништво од 3 до 5 година                                                             | 2920     |
| 22  | Становништво од 6 до 11 година                                                                   | 11482    |
| 23  | Мушко становништво од 6 до 11 година                                                             | 5716     |
| 24  | Женско становништво од 6 до 11 година                                                            | 5766     |
| 25  | Становништво од 8 до 14 година                                                                   | 13302    |
| 26  | Мушко становништво од 8 до 14 година                                                             | 6658     |
| 27  | Женско становништво од 8 до 14 година                                                            | 6644     |
| 28  | Становништво од 12 до 14 година                                                                  | 5757     |
| 29  | Мушко становништво од 12 до 14 година                                                            | 2883     |
| 30  | Женско становништво од 12 до 14 година                                                           | 2874     |
| 31  | Становништво од 15 до 17 година                                                                  | 6025     |
| 32  | Мушко становништво од 15 до 17 година                                                            | 2916     |
| 33  | Женско становништво од 15 до 17 година                                                           | 3109     |
| 34  | Становништво од 18 до 24 године                                                                  | 13229    |
| 35  | Мушко становништво од 18 до 24 године                                                            | 6142     |
| 36  | Женско становништво од 18 до 24 године                                                           | 7087     |
| 37  | Женско становништво од 15 до 49 година                                                           | 28736    |
| 38  | Становништво са 60 и више година                                                                 | 7201     |
| 39  | Мушко становништво са 60 и више година                                                           | 3184     |
| 40  | Женско становништво са 60 и више година                                                          | 4017     |
| 41  | Однос између мушкараца и жена                                                                    | 90.06    |
| 42  | Становништво од нуле до 14 година                                                                | 29072    |
| 43  | Становништво од 15 до 64 године                                                                  | 62554    |
| 44  | Становништво од 65 година и више                                                                 | 4903     |
| 45  | Просечан број деце                                                                               | 2.05     |
| 46  | Становништво рођено у ентитету                                                                   | 90272    |
| 47  | Мушко становништво рођено у ентитету                                                             | 42477    |
| 48  | Женско становништво рођено у ентитету                                                            | 47795    |
| 49  | Становништво рођено у другом ентитету                                                            | 5425     |
| 50  | Мушко становништво рођено у другом ентитету                                                      | 2911     |
| 51  | Женско становништво рођено у другом ентитету                                                     | 2514     |
| 52  | Становништво од 5 година и више резидентно у ентитету у јуну 2005. године                        | 83818    |
| 53  | Мушко становништво старосног доба од 5 година и више, резидентно у ентитету у јуну 2005. године  | 39091    |
| 54  | Женско становништво старосног доба од 5 и више година, резидентно у ентитету у јуну 2005. године | 44727    |
| 55  | Становништво од 5 година и више које је живело у другом ентитету у јуну 2005. године             | 1956     |
| 56  | Мушко становништво старије од 5 година које је живело у другом ентитету у јуну 2005. године      | 1039     |
| 57  | Женско становништво старије од 5 година које је живело у другом ентитету у јуну 2005. године     | 917      |
| 58  | Становништво од 3 године и више које говори аутохтони језик                                      | 3730     |
| 59  | Мушко становништво старо 3 године и више које говори аутохтони језик                             | 1831     |
| 60  | Женско становништво старо 3 године и више које говори аутохтони језик                            | 1899     |
| 61  | Становништво од 3 године и више које говори аутохтони језик и не говори шпански језик            | 45       |
| 62  | Мушко становништво старо 3 године и више које говори аутохтони језик и не говори шпански         | 9        |
| 63  | Женско становништво старо 3 године и више које говори аутохтони језик и не говори шпански језик  | 36       |
| 64  | Становништво старо 3 године и више које говори аутохтони језик и шпански                         | 3450     |
| 65  | Мушко становништво старо 3 године и више које говори аутохтони језик и шпански                   | 1709     |
| 66  | Женско становништво старо 3 године и више које говори аутохтони језик и шпански                  | 1741     |
| 67  | Становништво од 5 година и више које говори аутохтони језик                                      | 3649     |
| 68  | Становништво од 5 година и више које говори аутохтони језик и не говори шпански језик            | 43       |
| 69  | Становништво од 5 година и више које говори аутохтони језик и говори шпански језик               | 3378     |
| 70  | Становништво у домородачким домаћинствима                                                        | 7091     |
| 71  | Становништво са ограничењима у активностима                                                      | 3414     |
| 72  | Становништво са ограниченим ходањем или кретањем, горе или доле                                  | 1803     |
| 73  | Становници са ограничењима вида, чак и уз кориштење сочива                                       | 1088     |
| 74  | Становништво са ограничењима говора, комуникације или конверзације                               | 384      |
| 75  | Становништво са ограниченим слухом                                                               | 442      |
| 76  | Становништво са ограничењима при одевању, купању или јелу                                        | 237      |
| 77  | Становништво са ограничењима у опажању или учењу једноставних ствари                             | 165      |
| 78  | Становништво са менталним ограничењима                                                           | 323      |
| 79  | Становништво без ограничења активности                                                           | 92640    |
| 80  | Становништво од 3 до 5 година које не похађа школу                                               | 2439     |
| 81  | Мушко становништво од 3 до 5 година које не похађа школу                                         | 1213     |
| 82  | Женско становништво од 3 до 5 година које не похађа школу                                        | 1226     |
| 83  | Становништво од 6 до 11 година које не похађа школу                                              | 618      |
| 84  | Мушко становништво од 6 до 11 година које не похађа школу                                        | 297      |
| 85  | Женско становништво од 6 до 11 година које не похађа школу                                       | 321      |
| 86  | Становништво од 12 до 14 година које не похађа школу                                             | 619      |
| 87  | Мушко становништво од 12 до 14 година које не похађа школу                                       | 297      |
| 88  | Женско становништво од 12 до 14 година које не похађа школу                                      | 322      |
| 89  | Становништво од 15 до 17 година похађа школу                                                     | 4174     |
| 90  | Мушко становништво од 15 до 17 година похађа школу                                               | 2067     |
| 91  | Женско становништво између 15 и 17 година живота у школи                                         | 2107     |
| 92  | Становништво од 18 до 24 године похађа школу                                                     | 3890     |
| 93  | Мушко становништво од 18 до 24 године похађа школу                                               | 1963     |
| 94  | Женско становништво од 18 до 24 године похађа школу                                              | 1927     |
| 95  | Становништво од 8 до 14 година које не може да чита и пише                                       | 700      |
| 96  | Мушко становништво старосног доба од 8 до 14 година које не може да чита и пише                  | 349      |
| 97  | Женско становништво старосног доби од 8 до 14 година које не може да чита и пише                 | 351      |
| 98  | Становништво од 15 година и више које је неписмено                                               | 6653     |
| 99  | Мушко становништво од 15 година и више које је неписмено                                         | 2109     |
| 100 | Женско становништво од 15 година и више које је неписмено                                        | 4544     |
| 101 | Становништво старо 15 и више година без школовања                                                | 6809     |
| 102 | Мушко становништво старо 15 и више година без школовања                                          | 2319     |
| 103 | Женско становништво старо 15 и више година без школовања                                         | 4490     |
| 104 | Становништво старосног доба 15 и више година са непотпуним основним образовањем                  | 9806     |
| 105 | Мушко становништво старосног доба од 15 година и више са непотпуном основним образовањем         | 4045     |
| 106 | Женско становништво старосног доба 15 и више година са непотпуном основним образовањем           | 5761     |
| 107 | Становништво старо 15 и више година са комплетним основним образовањем                           | 11857    |
| 108 | Мушко становништво старо 15 година и више са комплетним основним образовањем                     | 5120     |
| 109 | Женско становништво старо 15 и више година са комплетним основним образовањем                    | 6737     |
| 110 | Становништво старосног доба 15 и више година са непотпуним средњим образовањем                   | 3042     |
| 111 | Мушко становништво старосног доба од 15 година и више са непотпуним средњим образовањем          | 1616     |
| 112 | Женско становништво старосног доба од 15 година и више са непотпуним средњим образовањем         | 1426     |
| 113 | Становништво старо 15 и више година са пуним секундарном образовањем                             | 11910    |
| 114 | Мушко становништво старосног доба од 15 година и више са пуним секундарном образовањем           | 5720     |
| 115 | Женско становништво старосног доба од 15 година и више са пуним секундарном образовањем          | 6190     |
| 116 | Становништво старије од 18 година са постосновним образовањем                                    | 21943    |
| 117 | Мушко становништво старије од 18 година са постосновним образовањем                              | 11275    |
| 118 | Женско становништво старије од 18 година са постосновним образовањем                             | 10668    |
| 119 | Просечна оцена школовања                                                                         | 8.26     |
| 120 | Просечан ниво образовања мушке популације                                                        | 8.83     |
| 121 | Просечан ниво образовања женског становништва                                                    | 7.77     |
| 122 | Економски активно становништво                                                                   | 42054    |
| 123 | Економски активна мушка популација                                                               | 25891    |
| 124 | Економски активна женска популација                                                              | 16163    |
| 125 | Становништво које није економски активно                                                         | 30892    |
| 126 | Мушко становништво које није економски активно                                                   | 7906     |
| 127 | Женско становништво које није економски активно                                                  | 22986    |
| 128 | Запослено становништво                                                                           | 40949    |
| 129 | Запослено мушко становништво                                                                     | 25055    |
| 130 | Запослено женско становништво                                                                    | 15894    |
| 131 | Незапослена популација                                                                           | 1105     |
| 132 | Незапослена мушка популација                                                                     | 836      |
| 133 | Незапослена женска популација                                                                    | 269      |
| 134 | Становништво без права на здравствене услуге                                                     | 40499    |
| 135 | Становништво које има право на здравствене услуге                                                | 55842    |
| 136 | Становништво које има право на ИМСС                                                              | 11562    |
| 137 | Становништво које има право на социјално осигурање                                               | 9572     |
| 138 | Становништво које има право на државно социјално осигурање                                       | 1904     |
| 139 | Становништво које има право на опште осигурање или здравствено осигурање за нову генерацију      | 30095    |
| 140 | Становништво које је било једном или није било у браку током 12 година и више                    | 24718    |
| 141 | Венчано или уједињено становништво од 12 година и више                                           | 40561    |
| 142 | Становништво које је било у браку или уједињено 12 година и више                                 | 7850     |
| 143 | Становништво са католичком религијом                                                             | 70749    |
| 144 | Протестанти, еванђелисти и библијски следбеници различити од еванђелиста                         | 19378    |
| 145 | Становништво са другим религијама различитим од претходних                                       | 34       |
| 146 | Становништво без религије                                                                        | 5848     |
| 147 | Укупно пописаних домаћинства                                                                     | 23946    |
| 148 | Пописна домаћинства на челу са мушкарцима                                                        | 17740    |
| 149 | Пописна домаћинства на челу са женама                                                            | 6206     |
| 150 | Становништво у пописним домаћинствима                                                            | 95947    |
| 151 | Становништво у пописним домаћинствима на челу са мушкарцима                                      | 73994    |
| 152 | Становништво у пописним домаћинствима на челу са женама                                          | 21953    |
| 153 | Укупно домаћинстава                                                                              | 29872    |
| 154 | Укупно насељених домаћинстава                                                                    | 24288    |
| 155 | Укупно приватних кућа                                                                            | 29530    |
| 156 | Насељени приватни домови                                                                         | 23946    |
| 157 | Укупно насељених приватних кућа                                                                  | 24278    |
| 158 | Ненасељене приватне куће                                                                         | 3837     |
| 159 | Појединачна домаћинства за привремену употребу                                                   | 1747     |
| 160 | Становници у насељеним приватним кућама                                                          | 95947    |
| 161 | Насељеност станара у приватним становима                                                         | 4.01     |
| 162 | Просечно становника по соби у приватним насељеним домаћинствима                                  | 1.04     |
| 163 | Појединачна домаћинства са подовима од различитих материјала од земље                            | 22284    |
| 164 | Појединачна домаћинства у приземљу                                                               | 1585     |
| 165 | Појединачна домаћинства са једном спаваћом собом                                                 | 8377     |
| 166 | Појединачна домаћинства са две спаваће собе и више                                               | 15516    |
| 167 | Појединачна домаћинства са једним собом                                                          | 1829     |
| 168 | Појединачна домаћинства са две собе                                                              | 3357     |
| 169 | Појединачна домаћинства са 3 собе и више                                                         | 18673    |
| 170 | Појединачна домаћинства која имају електрично светло                                             | 23705    |
| 171 | Појединачна домаћинства која немају електрично светло                                            | 186      |
| 172 | Појединачна домаћинства која имају водоводну воду у стамбеном простору                           | 22831    |
| 173 | Појединачна домаћинства која немају водоводну воду у стамбеном простору                          | 1033     |
| 174 | Појединачна домаћинства која имају тоалет                                                        | 23609    |
| 175 | Појединачна домаћинства која имају канализацију                                                  | 23279    |
| 176 | Појединачна домаћинства која немају канализацију                                                 | 571      |
| 177 | Појединачна домаћинства која имају електрично светло, довод воде из јавне мреже и канализацију   | 22384    |
| 178 | Појединачна домаћинства без икаквих услова                                                       | 376      |
| 179 | Појединачна домаћинства која имају радио                                                         | 19232    |
| 180 | Појединачна домаћинства која имају телевизор                                                     | 22656    |
| 181 | Појединачна домаћинства која имају фрижидер                                                      | 18344    |
| 182 | Појединачна домаћинства која имају машину за веш                                                 | 13135    |
| 183 | Појединачна домаћинства која имају аутомобил или комби                                           | 9268     |
| 184 | Појединачна домаћинства која имају рачунар                                                       | 6100     |
| 185 | Појединачна домаћинства која имају фиксну телефонску линију                                      | 6333     |
| 186 | Појединачна домаћинства која имају мобилни телефон                                               | 18610    |
| 187 | Појединачна домаћинства која имају приступ интернету                                             | 3275     |
| 188 | Величина локације                                                                                | 10       |